# Мајлан (Охајо)
Мајлан (енгл. Milan) град је у америчкој савезној држави Охајо.
Познат је по томе што је то родно место Томаса Едисона.

## Демографија
По попису из 2010. године број становника је 1.367, што је 78 (-5,4%) становника мање него 2000. године.
| Група             | 2000.         | 2010.         |
| Белци             | 1.410 (97,6%) | 1.315 (96,2%) |
| Афроамериканци    | 8 (0,6%)      | 9 (0,7%)      |
| Азијати           | 5 (0,3%)      | 8 (0,6%)      |
| Хиспаноамериканци | 13 (0,9%)     | 24 (1,8%)     |
| Укупно            | 1.445         | 1.367         |